# Espinosa (Minas Gerais)
Espinosa is een gemeente in de Braziliaanse deelstaat Minas Gerais. De gemeente telt 32.461 inwoners (schatting 2009).

## Aangrenzende gemeenten
De gemeente grenst aan Gameleiras, Mamonas, Monte Azul, Montezuma, Santo Antônio do Retiro, Sebastião Laranjeiras (BA), Urandi (BA) en Jacaraci (BA).

## Geboren
- Ana Patrícia Silva Ramos (1997), beachvolleyballer